# Gelenipsa psychodidarum
Gelenipsa psychodidarum är en fjärilsart som beskrevs av Dyar 1914. Gelenipsa psychodidarum ingår i släktet Gelenipsa och familjen nattflyn. Inga underarter finns listade i Catalogue of Life.